# Schloss Schrobenhausen

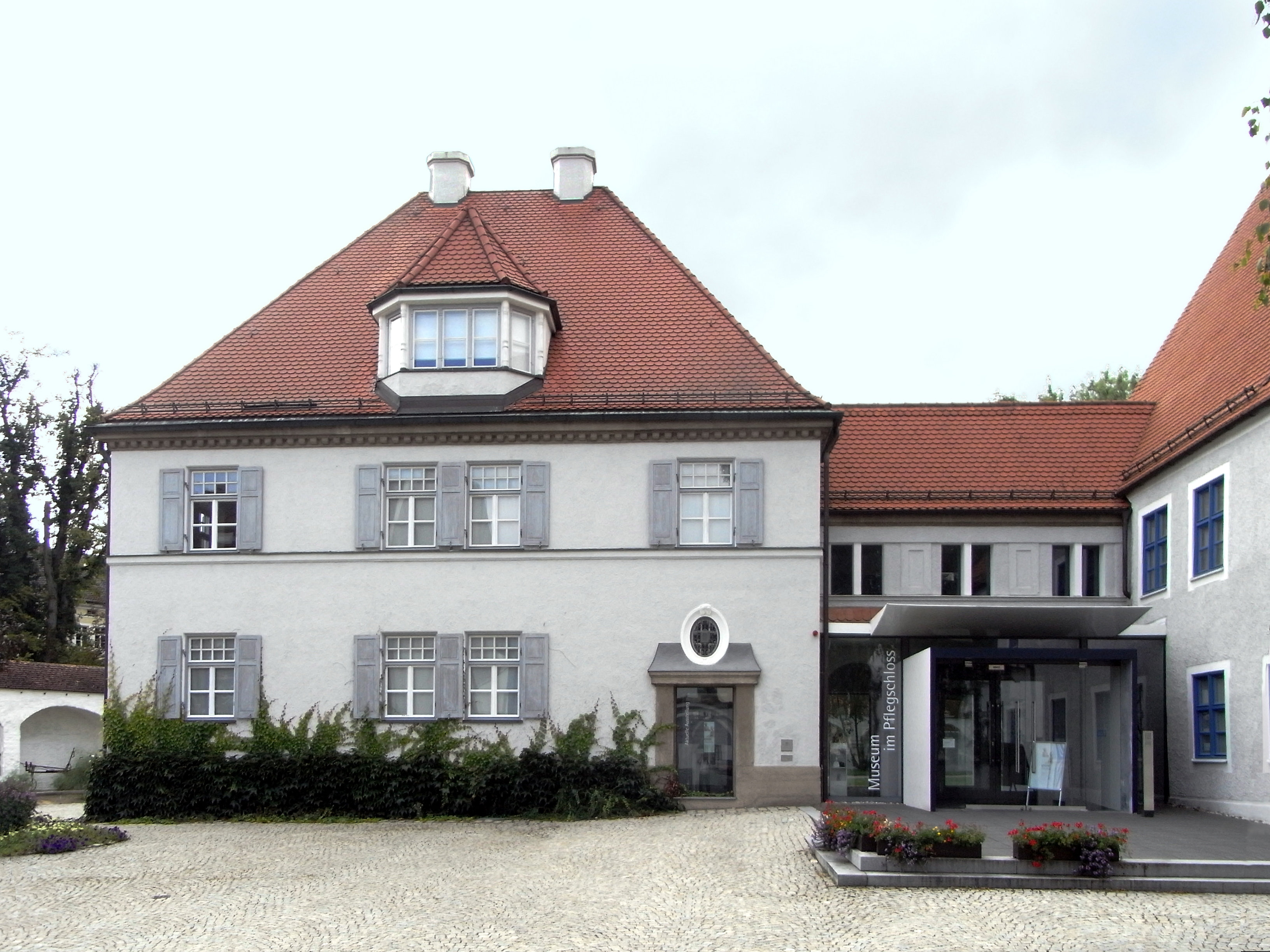
Das Pflegschloss Schrobenhausen

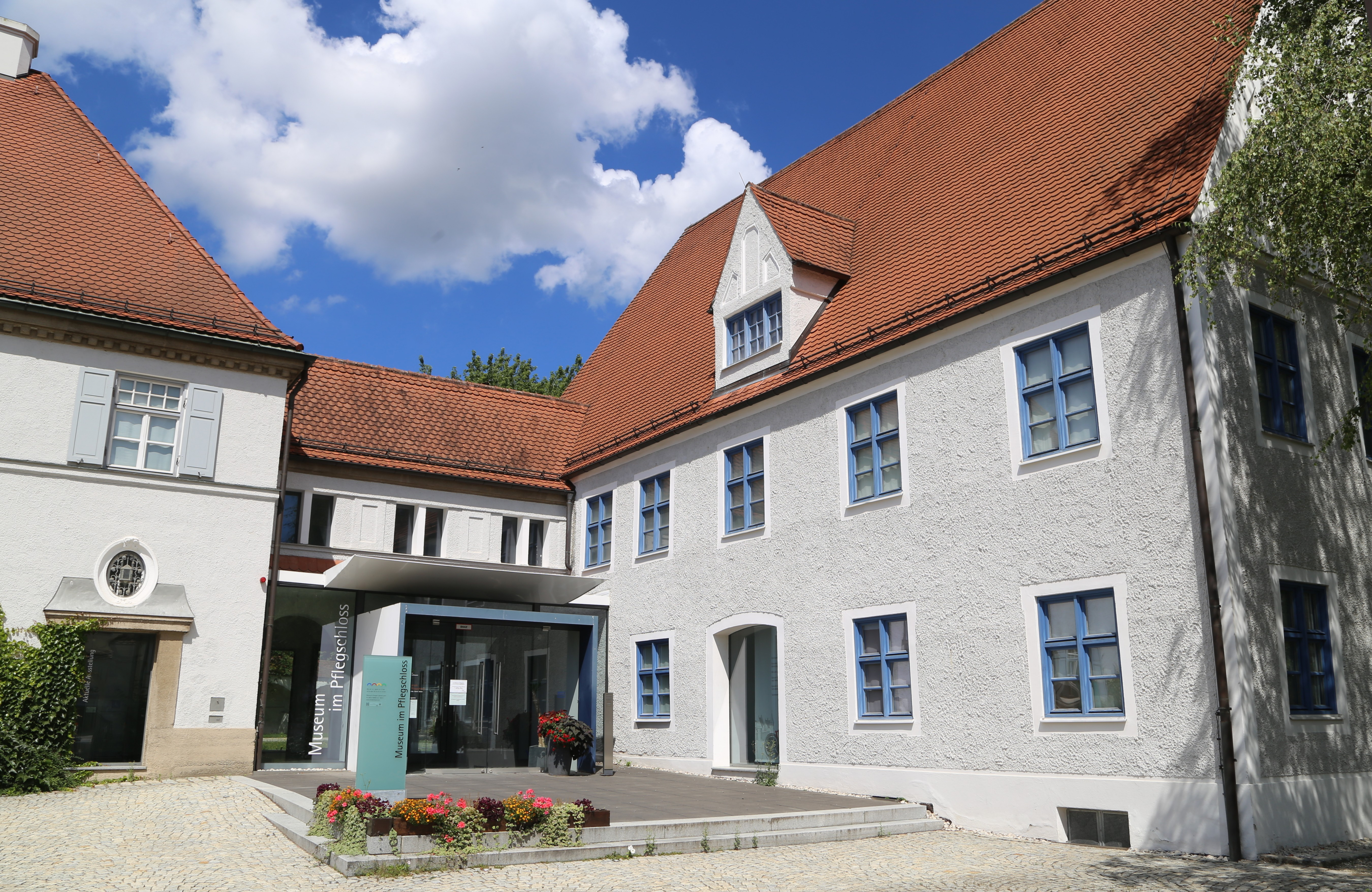
Anbau des Pflegschlosses von 1912

Schloss Schrobenhausen war ein herzogliches Pflegschloss in Schrobenhausen in Oberbayern und ehemaliger Sitz des Landgerichts sowie Wohnung des Landrichters. Heute befindet sich dort das Museum im Pflegschloss.

## Geschichte
Das Gebiet um Schrobenhausen gehörte einst zum Herzogtum bzw. später zum Kurfürstentum Bayern. Das Schloss in Schrobenhausen stammt aus dem frühen 16. Jahrhundert und war Sitz eines herzoglichen Landgerichts und dessen Nachfolgern.

## Baubeschreibung
Schloss Schrobenhausen ist als Baudenkmal durch das Bayerische Landesamt für Denkmalpflege gelistet:
- Ehem. Pflegschloß, jetzt „Museum im Pflegschloß“, zweigeschossiger Satteldachbau mit Putzgliederung, Dachwerk um 1525 (dendro.dat.), im 17./18. Jahrhundert sowie im frühen 20. Jahrhundert umgebaut
- durch Zwischenbau angeschlossen ehem. Amtmann-Wohnhaus, barockisierender zweigeschossiger Walmdachbau, 1912.

Zudem wird die Anlage als Bodendenkmal unter der Aktennummer D-1-7433-0137 im Bayernatlas als „untertägige Befunde und Funde im Bereich des ehemaligen frühneuzeitlichen Pflegschlosses von Schrobenhausen, darunter vielleicht die Spuren der älteren Ansitze aus dem Frühmittelalter und dem 12. Jh.“ geführt.

## Museum im Pflegschloss
Das Museum im Pflegschloss beherbergte von 2002 bis 2017 das Schrobenhausener Stadtmuseum, es gab Einblick in die über 1200-jährige Geschichte der Stadt und in die Geschichte des Umlandes. Im 1913 errichteten Anbau des Pflegschlosses werden weiterhin wechselnde Sonderausstellungen zu unterschiedlichen Themen gezeigt. Der stadtgeschichtliche Teil im Haupthaus wird gerade neu konzipiert, aktuell werden hier auch Wechselausstellungen gezeigt, z. B. vom 15. Mai bis 31. Dezember 2022 die Ausstellung „Schrobenhausen um 1922 – Ein Zeitbild“. In einem anschließenden Turm der Stadtmauer, dem früheren Gefängnis- und Amtsturm, ist seit 1991 das Europäische Spargelmuseum untergebracht. Ebenfalls in der Nähe in die Stadtmauer eingebunden befindet sich das Lenbachmuseum, das Geburtshaus Franz von Lenbachs (1836–1904).
Ausstellungen
- 2015: Holz, Ton und Glas – Antoinette Fraedrich, Dagmar Hummel, Ilona Schlupeck, Brigitte Schuster, Franz Rindfleisch und Rudolf Ackermann[3]